# 葉甫根尼婭皇后群島
葉甫根尼婭皇后群島（羅馬化：Arkhipelag imperatritsy Yevgenii）是俄羅斯的群島，位於彼得大帝灣，由5座大島和多座小島組成，行政方面由海參崴負責管轄，最高點海拔高度291.2米，2005年人口6,810。
1852年，一支法国舰队最先发现了这个群岛，用法兰西第二帝国皇帝拿破仑三世的妻子欧仁妮皇后的名字来命名，“叶夫根尼娅”是“欧仁妮”的俄语形式。